# Смилуйся над нами
«Смилуйся над нами» — советский фильм 1978 года, снятый на Литовской киностудии.

## Сюжет
Оккупированная фашистами Литва, 1943 год. Ученики выпускного класса гимназии в Каунасе отказываются вступить в националистический литовский батальон — кто-то, ведя контрпропаганду нацистским идеям, убеждает мальчиков не становиться пособниками нацистов.

О том, какого мужества требовал даже этот поступок, о страшном наказании за него: лагерь смерти всем — ученикам и воспитателям — свидетельствует тонкая, горькая картина «Смилуйся над нами» режиссёра А. Араминаса.— киновед, кандидат искусствоведения (1968), преподаватель ВГИКа Лилия Маматова, 1986 год
Все попытки местного капеллана их спасти оказываются тщетны, и теперь ему нужно хотя бы догнать уходящий поезд, увозящий их навсегда, чтобы в последний раз благословить мальчиков.

## Литературная основа
Фильм снят по мотивам повести «Мой Галилей» Витаутаса Радайтиса — писателя, основателя и первого главного редактора журнала «Литва литературная».
Повесть пользовалась успехом у литовских читателей, была многократно переиздана, переведена на русский язык.
Повесть является автобиографичной — Витаутас Радайтис в 1941 году был 14-летним пионером детского лагеря в Паланге, из двух тысяч детей которого эвакуироваться смогли не все: так группа детей с пионервожатой Геновайте Стошкявичюте-Баумилене была задержана «белоповязочниками» у латвийской деревушки под Руцавой и возвращена обратно.

Неизвестность, страх, голод — вот что ждало вернувшихся в Палангу. О страданиях застрявших там детей рассказывал мне мой коллега писатель Витаутас Радайтис, пионер того же лагеря. Еврейских детей фашисты расстреляли на месте, остальных морили голодом. Мало того, над ними всячески издевались, пока не вмешался Международный Красный Крест, полуживыми вернувший их родителям. На этом страдания палангских пионеров не закончились. В школах оккупированной Литвы, когда осенью 1941 года начались занятия, им кричали: «Большевики!», «Красное отродье!» Все годы оккупации они находились под подозрением.— Миколас Слуцкис

## В ролях
- Альгирдас Латенас — Альгис Нарбутас
- Дмитрий Миргородский — капеллан Йомантас
- Раймонда Буйвидавичюте — Ирена
- Антанас Габренас — директор школы
- Гедиминас Карка — Гентвайнис, учитель
- Генрикас Кураускас — отец Альгиса
- Татьяна Майорова — мать Альгиса
- Витаутас Паукште — доктор
- Валдас Ятаутис — кардинал
- Витаутас Баркаускас — епископ
- Саулюс Барейкис — Гядиминас
- Ремигиюс Вилкайтис — Густас
- Любомирас Лауцявичюс — начальник полиции
- Владас Багдонас — полицейский
- Повилас Гайдис — немецкий офицер
- Альгимантас Масюлис — отец Гядиминаса
- Эугения Шулгайте — мать Йомантаса
- Юстинас Шейбокас — Бендорюс, учитель
- Витаутас Эйдукайтис — Валюшис, учитель
- Регина Варнайте — учительница
- Юозас Мешкаускас — сторож на кладбище
- Нина Реус — эпизод
- Неле Савиченко-Климене — эпизод

## Дополнительно
Критикой фильм отнесён к относительным удачам 1970-х годов для прибалтийских студий: «небанальная история литовского ксендза в годы войны».
Композитор музыки к фильму Витаутас Баркаускас снялся в фильме в роли епископа — это его единственная роль в кино.
Фильм дублирован на русский язык. Звукооператор дубляжа: Анна Волохова.